# Thomas Mitchell (Fußballtrainer)
Thomas Brown Mitchell (* 1843 in Kirkmahoe, Schottland; † August 1921 in Blackburn, England) war ein schottischer Fußballtrainer.
Mitchell verließ seine Heimat Schottland um das Jahr 1867. Im Jahr 1887 wurde er der erste hauptamtliche Trainer der Blackburn Rovers, die vorher von einer Auswahl von Spielern betreut worden waren. Er blieb bis 1896 in Blackburn und führte den Verein zu zwei Siegen im FA Cup.
1897 übernahm er Woolwich Arsenal, wie der FC Arsenal seinerzeit hieß. Allerdings blieb er nur sieben Monate im Amt, ehe er im März 1898 den Verein als Fünftplatzierten der Second Division verließ.
Später kehrte Mitchell zu den Blackburn Rovers zurück, übernahm jetzt aber andere Funktionen im Verein.
| Personendaten    | Personendaten                               |
| ---------------- | ------------------------------------------- |
| NAME             | Mitchell, Thomas                            |
| ALTERNATIVNAMEN  | Mitchell, Thomas Brown (vollständiger Name) |
| KURZBESCHREIBUNG | schottischer Fußballtrainer                 |
| GEBURTSDATUM     | 1843                                        |
| GEBURTSORT       | Kirkmahoe, Dumfriesshire, Schottland        |
| STERBEDATUM      | August 1921                                 |
| STERBEORT        | Blackburn, Lancashire, England              |